# 東大島神社
東大島神社（ひがしおおじまじんじゃ）は、東京都江東区大島七丁目に鎮座する神社である。天照皇大神、牛島大神（須佐之男命、天之穂日命、貞辰親王の三柱）、稲荷大神を祀る。東京大空襲により焼失した五つの神社が、戦後に合併して設立された。

## 概略
江戸時代中期に小名木川水運により村々が栄え、その鎮守様として五つの神社が建てられた。町の発展とともに神社も賑わいを増し、お祭り・行事なども盛大に行われていた。
1945年（昭和20年）3月10日東京大空襲（下町空襲）により、東大島地区にあった永平神社（旧深川出村鎮守）・子安神社（旧平方村鎮守）・小名木神社（旧小名木村鎮守）・北本所牛島神社（旧北本所出村鎮守）・南本所牛島神社（旧南本所出村鎮守）が焼失した。戦後の混乱の中、五社を各々再建するのは困難であったので、牛嶋神社（墨田区）と猿江神社の宮司協力のもと五社の総代及び有志が合併を決議し、1949年（昭和24年）11月15日に東大島神社が創立され現在地を取得、1952年（昭和27年）に社殿を造営して現在に至る。
上記五社から引き継いだ力石、庚申塔、石塔などを境内に奉斎している。境内は緑が多く、季節感が豊かである。
令和に入り、大黒社を造営した。二体の大黒様を安置している。御神徳として、金運招福、財運福徳、出世開運、良縁福縁などがある。
2019年（令和元年）、創立70年を迎えた。
ご祈禱には予約が必要である。出向も受付けている。御朱印あり。

## 氏子地域
- 江東区大島五丁目（一部）丸八通りから東側
- 江東区大島六丁目（一部）丸八通りから東側
- 江東区大島七丁目（全域）
- 江東区大島八丁目（全域）
- 江東区大島九丁目（全域）

## 所在地・交通
東京都江東区大島７丁目24－１
(新大橋通りから一本、北に入っている）
- 都営新宿線 東大島駅大島口から徒歩7分。
- 都営バス 大島7丁目バス停から徒歩2分。

境内に駐車できる。